# خانه مقدس
خانه مقدس ؛ از معدود و قدیمی‌ترین خانه‌های بجا مانده مربوط به اواخر دوره زند - دوره قاجار است و در استهبان، محله اهر، کوچه اهر بعد از حسینه درب بازار، واقع شده و این اثر در تاریخ ۲۵ اسفند ۱۳۸۰ با شمارهٔ ثبت ۵۶۷۴ به‌عنوان یکی از آثار ملی ایران به ثبت رسیده‌است.
خانه تاریخی مقدس در استهبان به دستور حاج آقا علی، ملقب به آقای مطلق، فرزند ارشد حاج محمدعلی ذوالقدر بیگ جهرمی، حاکم جنوب شرقی فارس و لارستان در دوره کریم خان زند، حوالی سال‌های ۱۲۰۰ هجری قمری معادل سال ۱۱۵۸ هجری خورشیدی بنا شده‌است. افراد یاد شده از حکام بلا منازع این شهر در دوران حکومت زندیه بوده‌اند (ال ابراهیم، محمد رضا).
چگونگی ملقب شدن حاج علی به آقای مطلق.
لطفعلیخان زند، که در ۱۴ محرم سال ۱۲۰۸ هجری قمری برابر با ۲۳ اوت۱۷۹۳ میلادی که در راه کرمان از بوانات با گذر از سروستان به حوالی اصطهبانات آمد و در قلعه بنوان دهستان خیر این شهر[علیرغم تعقیب دشمن کینه کش و خونریزی چون اقامحمدخان قاجار، با شجاعت و جرات که از خصوصیات مردم کوهستان نشین استهبان می‌باشد(ذوالقدر، احمد)]مورد استقبال گرم حاکم این شهر، حاج علی قرار گرفت و چند روزی در منطقه توقف کرد، آنگاه از راه نی ریز و سیرجان عازم کرمان و بم می‌شود، در همین سفر است که حاکم استهبان به لقب آقای مطلق (نعیمی، احمد، صادقی، ناصر) مفتخر می‌گردد، لقبی که تا همین اواخر در نخست زادگان خاندان حاج آقا علی باقی مانده بود و تأسیسات این خاندان را در شهر به مدرسه آقا، مسجد آقا، حسینیه آقا، و باغ آقا می‌نامیدند (ال ابراهیم، محمدرضا). اصل این حکم نزد یکی از نوادگان آقا علی، بنام احمد نعیمی موجود بوده‌است که از سرنوشت آن اطلاعی در دست نیست (به نقل از ذوالقدر، احمد).
آقا علی، این خانه را به فرزند پسر چهارم خود، میرزا حسنعلی واگذار می‌کند. بر اساس وصیت نامه مورخ ۱۲۵۲ و همچنین وقف نامه مورخ ۱۲۲۷ هجری قمری که از او بجا مانده، بیانگر ان است که میرزا حسنعلی فردی مؤمن، متدین، واقف موقوفات متعدد، خانواده دوست، خیر و نیکوکار و دانش دوست بوده و به درس و تحصیل فرزندان خود توجه زیادی داشته تا آنجا که برای ادامه تحصیل آنها را به عتبات عالیه اعزام کرده‌است. او به امور سیاسی و والیگری تمایلی نداشته و به کشاورزی، باغداری و تجارت مشغول بوده و گستره تجارت او تا شهرستان‌های اطراف و دور دست مثل داراب و یزد هم ادامه داشته‌است و همسرش، بنام بی بی بدر النساء بیگم، دختر حاج اسماعیل تاجر دارابی است. علیرغم شیوع و رواج و عرف و سنت چند همسری در آن دوران، او فقط یک همسر اختیار کرده که در وصیت نامه اش نیز از همسر خود به نیکی و رضایت نام برده‌است و حق و حقوق او را معلوم و مشخص کرده‌است. میرزا حسنعلی، نیای بزرگ خاندان‌های مقدس، ذوالقدر، ذوالقدری، حشمتی، حشمت آزاد و عدالت در شهرستان استهبان است. از دیگر فرزندان آقاعلی، یعنی برادران بزرگ‌تر میرزاحسنعلی؛ آقا محمد، میرزا صادق و میرزا تقی، نیای بزرگ خاندان‌های نعیمی، پرتو، ناصر و صادقی در این شهر می‌باشند. استهبان، در ۱۷۵ کیلومتری جنوب شرقی شیراز قرارگرفته و این شهر یکی از قدیمی‌ترین شهرهای ایران است که قدمت آن به دوره هخامنشیان و اشکانیان بازمی‌گردد و به روایاتی زادگاه کورش کبیر و همچنین اردشیر بابکان سر سلسله ساسانیان می‌باشد (ال ابراهیم، محمدرضا).
در نهایت این خانه به یکی از نوادگان او بنام میرزاحسنعلی مقدس، فرزند میرزا محمدعلی، فرزند میرزا محمد، فرزند میرزا حسنعلی اول، فرزند آقا علی، فرزند حاج محمد علی ذوالقدر بیگ جهرمی مزبور به ارث می‌رسد.

#### وجه تسمیه خانه مقدس
از آنجا که میرزا محمد و پسرش، میرزا محمد علی که از ملاکین و زمین داران برجسته شهر بوده و از طریق زراعت و کشاورزی روزگار می‌گذرانده‌اند، دارای تحصیلات عالی در ایران و عتبات عالیه بوده و میرزا محمد علی از آیت الله العظمی سید ابراهیم حسینی اصطهباناتی معروف به میرزا آقا و آیت الله العظمی سید ابوالحسن اصفهانی مراجع تقلید زمان خود صاحب اجازه روایت شده‌است: به خاطر تقدس و تدینی که در بین مردم داشته‌اند بعدها، نام خانوادگی مقدس به آنها اعطاء می‌شود (ذوالقدر، احمد). لذا نام این خانه برگرفته از نام خانوادگی مالکان این خانه است. دیوار نوشته‌های خانه مقدس به خط میرزا محمد که با خوش نویسی و انشاء خوب نوشته شده موید این موضوع است.
آخرین مالک این خانه حسنعلی مقدس، بنیان‌گذار اولین داروخانه به سبک جدید در شهرستان‌های استهبان و نی ریز است. او در دورانی که امکانات بهداشتی و درمانی در این شهر وجود نداشته، نقش بسزایی در نشر وگسترش فعالیت‌های بهداشتی و درمان در این شهر داشته‌است. مالک دیگر این خانه همسر او، جهان سلطان ذوالقدر، دختر میرزا علی اکبرخان ذوالقدر معروف به کفیل ملقب به مؤتمن دیوان است که به نوشته ویلهلم واسموس آلمانی در نشریه ندای حق برازجان، از روشنفکران و مشروطه خواهان معروف و بنام فارس و بوشهر بوده‌است. میرزا علی اکبر خان، نیز خود از دیگر مالکین و ساکنان این خانه در طول زمان بوده‌است. او پدر حبیب‌الله ذوالقدر متخلص به تابناک، شاعر ملی است که از یاران نزدیک دکتر محمد مصدق بود و همچنین احمد ذوالقدر قاضی بازنشسته دادگستری، نویسنده کتاب استهبان تابناک .
جهان سلطان ذوالقدر، همسر حسنعلی مقدس، در زمره اولین زنان تحصیل کرده زمان خود محسوب و مدتی نیز به شغل آموزگاری مشغول بوده و بخشی از این خانه در صداق مهریه او قرار داشته‌است. علاقه جهان سلطان به این خانه و امور فرهنگی آنچنان است که در وصیت نامه خود نوشتی که از او به جا مانده،برای پیگیری، تعمیر، ترمیم و بازسازی خانه نیاکان خود سفارش مؤکد نموده‌است. او همچنین وصیت کرده که از اموال خودش دبستان دخترانه ای بنام جهان بسازند.
این خانه در دو قسمت بیرونی و اندرونی به مساحت تقریبی ۵۰۰۰هزار مترمربع قرار داشته‌است که خانه مقدس در حقیقت بخش بیرونی از این مجموعه بوده که باقی مانده‌است. بخش اندرونی این مجموعه متأسفانه در جریان احداث خیابان اهر به همراه دیگر آثار تاریخی و مهم این محله آسیب دید و از بین رفت و بجای آن خانه جدیدی در سال ۱۳۵۸ هجری شمسی بنا شد که اکنون در اختیار دکتر علیرضا مقدس است.

#### کاربردهای این خانه در گذشته
در زمان‌های گذشته، از این خانه به عنوان محل و مکان پذیرایی از میهمانان و مراجعین استفاده می‌شده‌است. همچنین در دوران کشف حجاب که مدارس دخترانه شهر به حال تعلیق در می آید به ابتکار میرزا علی اکبر خان ذوالقدر و فرزندش حبیب‌الله خان، برای پیشگیری از تعطیلی مدارس و وقفه در ادامه تحصیل دختران شهر، که جهان سلطان، دخترش، نیز در بین آنها بوده، مدت کوتاهی از این خانه به عنوان مدرسه استفاده شده‌است (به نقل از حبیب‌الله ذوالقدر).
بر اساس متن وقف نامه و وصیت نامه یادشده مربوط به میرزا حسنعلی، مالک اولیه این خانه که در دست یکی از نوادگان او بنام دکتر علیرضا مقدس موجود است، از این خانه به عنوان حسینیه و محل اجرای مراسم عزاداری در ایام تاسوعا و عاشورای حسینی در ماه محرم و همچنین رحلت حضرت رسول اکرم ص و امام حسن مجتبی ع در ماه صفر و همچنین در ایام ماه مبارک رمضان برای مراسم احیاءِ و سحری و افطاری روزه داران مؤمن نیز استفاده می‌شده‌است.
از حسنعلی مقدس که فردی عابد، زاهد و موثق بود، نقل شده که در خواب دیده، امام علی ع در حالیکه در حلقه تعداد زیادی از یاران و نزدیکان خود بوده در این خانه حضور داشته و او به دیدارش مشرف شده‌است*.

#### سرگذشت اهداء خانه مقدس به میراث فرهنگی
این ایده نخستین بار توسط علیرضا مقدس روانپزشک و استاد دانشگاه با هدف فرهنگ سازی در جهت حفظ و حراست از دیگر آثار باقیمانده و تاریخی این شهرستان که متأسفانه در طی دوران‌های گذشته مورد بی‌توجهی و تخریب قرار داشته‌اند، شکل گرفته که خوشبختانه به بار نشسته و مردم به اهمیت حفظ میراث طبیعی و تاریخی شهر بیش از پیش آگاه شده و در نگهداری و حفاظت از آنها کوشا شده‌اند؛ لذا به والدین خود، پیشنهاد وقف واهداء این خانه نیاکان را ارائه نموده که آنها نیز بلافاصله پذیرفته و با تلاش و کوشش‌های بی وقفه و خستگی ناپذیر سالهای طولانی دکتر علیرضا (شاپور) مقدس و همدلی و همکاری همسرش دکتر میترا ناصری، به ثبت رسیده و در زمره میراث ملی کشور قرار می‌گیرد. پیگیری و سخنرانی دکتر علیرضا مقدس دربارهٔ اهمیت حفظ آثار تاریخی و طبیعی زادگاه و نیاکان و نقش مهم آنها در بهداشت روانی و جسمی جامعه، در انجمن اندیشه اداره ارشاد این شهرستان و همچنین نوشتن مقالات متعددی در این زمینه در نشریه‌های محلی، نقش بسزایی در آگاه‌سازی و فعالیتهای مربوطه در جهت مراقبت از میراث طبیعی و تاریخی شهر داشته‌است، و می‌توان گفت دکتر مقدس بنیانگذار مباحث مربوط به حفاظت از میراث طبیعی و تاریخی شهر می‌باشد که بعدها به مرور زمان، دیگران به اهمیت این موضوع واقف شده و فعالیت‌هایی را آغاز نمودند (مباشری، محمد)، (بحرالعلوم، حسین).
سرگذشت و تاریخچه غرس اولین نهال نارنج درخانه تاریخی مقدس و سایر خانه‌های استهبان:
همان‌طور که پیش تر گفتیم، میرزاحسنعلی اول، ازشهرستان داراب همسر اختیار کرده‌است که دختر حاج میرزا اسماعیل تاجر دارابی معروف به اسماعیل خان اول پسر زین العابدین خان بوده‌است (فارسنامه ناصری). نامبرده جد خاندان سرفرازهای داراب است، مرحوم اسماعیل خان دوم ملقب به منصور دیوان از این خاندان است. به گفته حبیب‌الله ذوالقدر شاعر و ادیب ملی، بر اساس اطلاعات سینه به سینه خانوادگی، نقل است که این زن طبع ادبی و شاعری داشته و شعر می‌سروده که متأسفانه اشعار او در دست نیست، طبع ادبی وشاعری که درخاندان‌های سرفراز دارابی و ذوالقدر استهبانی به ارث رسیده که از آن جمله می‌توان به حسین و اردلان سرفراز ترانه‌سرای مشهور و همچنین حبیب‌الله، احمد و میمنت ذوالقدر دراین باره اشاره کرد. میرزاحسنعلی دریکی ازسفرهایش به داراب، تعدادی نهال نارنج را باخود به استهبان می‌آورد و در حیاط خانه اش که همین خانه تاریخی مقدس واقع در کوچه اهر می‌باشد غرس می‌کند، لذا می‌توان گفت، عمر درختان نارنج این خانه بیش از ۲۰۰سال می‌باشد، که البته درطول زمان این درختان چندین بار بر اثر سرما خشک شده و دوباره از نو سبز شده و متأسفانه تعدادی از آنها برای همیشه خشک و از بین رفته‌اند. از آن پس سنت غرس درخت نارنج در خانه‌های استهبان شیوع و رواج پیدا می‌کند که خوشبختانه هنوز برقرار است، لذا رقم نارنج‌های استهبان از ریشه و رقم نارنج‌های داراب است (ذوالقدر، حبیب‌الله، ذوالقدر، احمد).

#### بازسازی و تعمیر
گرچه عملیات تعمیر و ترمیم و بازسازی خانه مقدس هرچند با کندی در دست انجام است، اما تا رسیدن به نقشه اصلی و اولیه این خانه مطابق معماری ابتدایی و اصیل ان راه درازی در پیش است.

## معماری
ساختمان خانه مقدس استهبان شامل دو بخش شمالی و غربی می‌باشد. بخش شمالی شامل دو اتاق می‌باشد که بر روی زیر زمین بزرگی ساخته شده‌است. یک اتاق کوچک در سمت راست و یک سه دری بزرگتر در سمت چپ ساخته شده. اتاق کوچکتر به ابعاد ۳۳۰*۳۷۰ سانتی‌متر دارای ۲ ورودی است. ضلع سمت راست شامل سه طاقچه و ضلع روبروی آن نیز دارای ۲ طاقچه و در بین آن‌ها در ورودی به اتاق سه دری بزرگتر است. سقف اصلی با تیرهای چوبی ساخته و به وسیلهٔ تخته چوب‌های صاف و بدون نقش و نگار پوشانده شده‌است.
سه دری بزرگتر در ابعاد ۳۲۰*۶۸۵ سانتی‌متر شامل سه در ورودی و ضلع روبرو شامل دو طاقچه قرینه در طرفین و یک طاقچه کم عمق تر که زیر آن بخاری دیواری قرار دارد و اضلاع طرفین نیز به‌طور قرینه شامل دو طاقچه و یک در می‌باشد. سقف این اتاق نیز مانند اتاق کوچکتر به وسیله تخته چوب‌های صاف پوشانده شده‌است. این بخش از بنا بر روی زیر زمینی واقع و حدود ۱۸۰ سانتی‌متر از سطح زمین بالاتر است و به وسیله ۶ پله ۳۰ سانتی‌متری به کف حیاط راه دارد. در جلو این دو اتاق ایوانی به عرض ۲۱۵ سانتی‌متر قرار دارد. ضلع غربی خانه مقدس که قدیمی تر از ضلع شمالی می‌باشد دارای یک تالار با سقف مرتفع در وسط و اتاق‌هایی در دو طرف آن در دو طبقه است.
طبقه اول شامل یک راهرو پله دار در سمت راست و راهرو ورودی در سمت چپ بوده که هر دو مستقیماً به تالار اصلی راه دارند و نیز دو اطاقک در دو طرف می‌باشد. طبقه دوم خانه مقدس استهبان نیز که به صورت قرینه در دو طرف تالار ساخته شده‌اند به وسیله یک ردیف پله مارپیچ به طبقه اول مربوط می‌شوند اتاق اول که فضای محدودتری را اشغال نموده دارای ۲ طاقچه و سه در است که به اتاق مجاور که بزرگتر و دارای ۵ طاقچه می‌باشد راه دارد. چهار اتاق بالا دارای ارسی است.